# 川上未映子
川上 未映子（かわかみ みえこ、1976年8月29日 - ）は、日本の小説家、詩人、元歌手。

## 来歴
大阪府大阪市城東区に生まれる。大阪市立すみれ小学校、大阪市立菫中学校を経て大阪市立工芸高等学校デザイン学科に進学。高校卒業後は弟を大学に入れるため昼間は本屋でアルバイト、夜は北新地の高級クラブでホステスとして働いた。
2002年、ビクターエンタテインメントより川上三枝子名義で歌手デビュー、アルバム『うちにかえろう～Free Flowers～』を発表。「未映子」と改名し音楽活動を行う。2004年にアルバム『夢みる機械』を発表。当時、プロデューサーに財津和夫がいたが、歌手として認められることはなかった。
2005年に佐藤研二、坂本弘道、三木黄太からなるチェロユニット「COTUCOTU」を迎えて、「頭の中と世界の結婚」をビクターエンタテインメントより発表。
2006年11月、エッセイ『そら頭はでかいです、世界がすこんと入ります』をヒヨコ舎より出版。自身のブログ「純粋悲性批判」（2003年8月29日夜明け前から2006年8月29日誕生日の夜まで）をまとめたもの。若島正が2006年のベストに挙げて高く評価。
2007年7月、処女作である『わたくし率 イン 歯ー、または世界』が講談社より刊行される。
2008年、『乳と卵』で第138回芥川龍之介賞受賞。『文藝春秋』2008年3月号のインタビューでは春から聴講生として日本大学に通うと語った。
法政大学教授で文芸評論家の田中和生は2010年11月の自身のブログにおいて、『わたくし率 イン 歯ー、または世界』が津原泰水の『黄昏抜歯』のアイデアを盗用しているという津原からの指摘に対して川上が十分に対応していないという理由で、以後の自らの文芸時評の対象から川上を外すと宣言している。
2011年11月26日、第1回日本大学プレミアムカレッジとして、大垣日大高コミュニティーホールにて「あのとき言葉はどう光ったか」と題した講演を行う。
2015年11月28日と29日、福島県郡山市で開催された文学講座「ただようまなびや 文学の学校」の講師を務めた。28日に川上が行った短歌のワークショップには村上春樹がゲスト参加した。
2021年6月10日、東京地裁は川上に対しネット上で中傷や脅迫を行ったとして、投稿者の女性に対し慰謝料など約320万円の賠償を命じた。
2022年、『ヘヴン』が英国ブッカー賞の翻訳書部門であるブッカー国際賞の候補になるが、受賞を逃す。
2024年7月から芥川賞の選考委員を務める。

## 人物
2006年に所属レコード会社ビクターエンターテイメントの元担当者と結婚したが、2010年に離婚。
2008年10月に東京都内で行われた文芸誌〈早稲田文学〉のシンポジウムで阿部和重と知り合い、2011年10月に再婚した。阿部は2008年8月に別の配偶者と離婚しているためともに再婚である。2012年5月末に男児を出産した。
弟はラグビー選手の川上利明（常翔学園高等学校・明治大学・神戸製鋼・NTTコミュニケーションズ）。

## 受賞歴
- 2007年 第1回早稲田大学坪内逍遙大賞奨励賞（『わたくし率 イン歯－、または世界』『そら頭はでかいです、世界がすこんと入ります』）
- 2007年 第138回芥川龍之介賞（『乳と卵』）
- 2008年 第1回（池田晶子記念）わたくし、つまりNobody賞（『わたくし率 イン歯－、または世界』『そら頭はでかいです、世界がすこんと入ります』）
- 2009年 第14回中原中也賞（『先端で、さすわ さされるわ そらええわ』）
- 2010年 第83回キネマ旬報ベスト・テン 新人女優賞（『パンドラの匣』）
- 2010年 第5回おおさかシネマフェスティバル 新人女優賞
- 2010年 第60回芸術選奨文部科学大臣新人賞『ヘヴン』）
- 2010年 第20回紫式部文学賞（『ヘヴン』）
- 2013年 第43回高見順賞（『水瓶』）
- 2013年 第49回谷崎潤一郎賞（『愛の夢とか』）
- 2016年 Granta Best of Young Japanese Novelists 2016（『マリーの愛の証明』）
- 2016年 第1回渡辺淳一文学賞（『あこがれ』）
- 2019年 第73回毎日出版文化賞（『夏物語』）
- 2022年 GQ MEN OF THE YEAR 2022 メン・オブ・ザ・イヤー・ベスト・オーサー賞[12]
- 2023年 第75回読売文学賞小説賞（『黄色い家』）[13]

## 著書

### 小説

#### 単行本
- 『わたくし率 イン 歯ー、または世界』（2007年、講談社/2010年7月、講談社文庫）
  - わたくし率 イン 歯ー、または世界（『早稲田文学0』2007年5月30日）
  - 感じる専門家採用試験（『WB』WASEDA bungaku FreePaper vol.07_2006_11）
- 『乳と卵』（2008年、文藝春秋/2010年、文春文庫）
  - 乳と卵（『文學界』2007年12月号）
  - あなたたちの恋愛は瀕死（『文學界』2008年3月号）
- 『ヘヴン』（2009年、講談社/2014年11月 講談社文庫）
  - ヘヴン（『群像』2009年8月）
- 『すべて真夜中の恋人たち（英語版）』（2011年、講談社/2014年10月、講談社文庫）
  - すべて真夜中の恋人たち（『群像』2011年9月号）
- 『愛の夢とか』（2013年、講談社/2016年4月、講談社文庫）
  - アイスクリーム熱（『真夜中』2011 Early Spring）
  - 愛の夢とか（『モンキービジネス』2011　Summer）
  - いちご畑が永遠につづいてゆくのだから（『アスペクト』2007年5月号）
  - 日曜日はどこへ（『yom yom』2011年第23号）
  - 三月の毛糸（『早稲田文学』2012年4月）
  - お花畑自身（『群像』2012年4月号）
  - 十三月怪談（『新潮』2012年6月号）
- 『あこがれ』（2015年、新潮社/2018年6月 新潮文庫）
  - ミス・アイスサンドイッチ（英語版）（『新潮』2013年11月号）
  - 苺ジャムから苺をひけば（『新潮』2015年9月号）
- 『ウィステリアと三人の女たち』（2018年3月、新潮社）
  - 彼女と彼女の記憶について（『MONKEY Vol.2』2014年）
  - シャンデリア（Kindle Singleとして2017年に電子配信）
  - マリーの愛の証明（『GRANTA JAPAN with 早稲田文学03』2016年）
  - ウィステリアと三人の女たち（『新潮』2017年8月号）
- 『夏物語（英語版）』（2019年7月、文芸春秋/2021年8月、文春文庫）
  - 夏物語（前編『文学界』2019年3月号、後編『文学界』2019年4月号）
- 『春のこわいもの』（2022年2月、新潮社）
  - 青かける青
  - あなたの鼻がもう少し高ければ
  - 花瓶
  - 淋しくなったら電話をかけて
  - ブルー・インク
  - 娘について
- 『黄色い家（英語版）』（2023年、中央公論新社）
  - 黄色い家（『読売新聞』2021年～2022年連載）

#### 単行本未収録作品
- お母さーんと叫ばなならんの、難しい（『アスペクト』連載）
- 素晴らしい骨格の持ち主は （『新潮』2009年7月号、太宰治生誕百周年企画「わたしの人間失格」）
- 僕たちは、抱きあったことさえ（2014年1月1日、朝日新聞広告特集「もう一人の嵐たち」）短編小説

### 随筆・対談集

#### 単行本
- 『そら頭はでかいです、世界がすこんと入ります』（2006年、ヒヨコ舎）のち講談社文庫
- 『世界クッキー』（2009年、文藝春秋）のち文庫
- 『六つの星星　対談集』（2010年、文藝春秋）のち文庫
  - 斎藤環、福岡伸一、松浦理英子、多和田葉子、穂村弘、永井均との対談を収録
- 『夏の入り口、模様の出口』（2010年、新潮社）のち「オモロマンティック、ボム！」と改題して文庫
- 『発光地帯』（2011年、中央公論新社）のち文庫
- 『ぜんぶの後に残るもの』（2011年、新潮社）のち「人生が用意するもの」と合本し『すべてはあの謎にむかって』と改題し文庫化
- 『魔法飛行』（2012年、中央公論新社）のち文庫
- 『人生が用意するもの』（2012年、新潮社）のち「ぜんぶの後に残るもの」と合本し『すべてはあの謎にむかって』と改題し文庫化
- 『安心毛布』（2013年、中央公論新社）のち文庫
- 『りぼんにお願い』（2013年、マガジンハウス）
- 『きみは赤ちゃん』（2014年、文藝春秋）のち文庫
- 『たましいのふたりごと』（2015年、筑摩書房、穂村弘共著）
- 『おめかしの引力』（2016年、朝日新聞出版）のち文庫
- 『みみずくは黄昏に飛びたつ』（2017年、新潮社、村上春樹との対談）のちに新たな対談を追加して文庫化
- 『すべてはあの謎にむかって』（2017年、新潮社）「人生が用意するもの」と「ぜんぶの後に残るもの」を合本化し改題した文庫
- 『深く、しっかり息をして』　川上未映子エッセイ集　2023年、　マガジンハウス

単行本未収録随筆
- 『私たちが産むこと働くこと生きること』 （2019年10-8月号連載、ひよこクラブ、ベネッセコーポレーション） [14]

### 作家読本
- 『川上未映子　ことばのたましいを追い求めて』（2019年11月、河出書房新社 文藝別冊）

### 詩集
- 『先端で、さすわ さされるわ そらええわ』 (2008年、青土社／2021年、ちくま文庫)
  - 先端で、さすわさされるわそらええわ
  - 少女はおしっこの不安を爆破、心はあせるわ
  - ちょっきん、なー
  - 彼女は四時の性交にうっとり、うっとりよ
  - 象の目を焼いても焼いても
  - 告白室の保存
  - 夜の目硝子
- 『水瓶』（2012年、青土社／2021年、ちくま文庫）
  - 戦争花嫁（『早稲田文学1』2008年4月）
  - 治療、家の名はコスモス（『ROCKS』5月）
  - いざ最低の方へ（『ユリイカ』青土社、2008年12月号)
  - バナナフィッシュにうってつけだった日　（『モンキービジネス』2008 Fall）
  - 旅行熱 （『現代詩手帖』2009年1月号）
  - 冬の扉（『ユリイカ』青土社、2009年12月号)
  - 星星峡（読売新聞 2009年4月）
  - 誰もがすべてを解決できると思っていた日（『早稲田文学増刊π』、2010年12月）
  - わたしの赤ちゃん（『早稲田文学5』2012年9月）
  - 水瓶（書き下ろし）

## 映像化

### 映画
- アイスクリームフィーバー（吉岡里帆主演、2023年7月14日全国公開、原案：『愛の夢とか』収録「アイスクリーム熱」）

## ディスコグラフィ

### アルバム
- うちにかえろう〜Free Flowers〜（2002年） - 川上三枝子名義。VICL-60909
- 夢みる機械（2004年） - 未映子名義。VICL-61415
- 頭の中と世界の結婚（2005年） - 未映子名義。VICL-61738

### シングル
- 瞳ヴァイブレイション（2003年） - 未映子名義。VICL-35598
- はつ恋（2004年） - 未映子名義。VICL-35649。映画「すくらんぶる・ハーツ」主題歌
- 悲しみを撃つ手（2005年） - 未映子名義。VICL-35830

## 出演

### ラジオ
- MAGICAL STREAM（α-station、毎週火曜日、2004年7月 - 2005年12月）
- ナニワ音楽ショウ（毎日放送、毎週火曜日、2006年4月 - 2007年3月）
- 川上未映子のオールナイトニッポン（ニッポン放送、2008年3月3日）
- オールナイトニッポン クリエイターズナイト（ニッポン放送、毎月第1金曜日、2008年5月 - 7月）

### テレビ
- 『僕らの音楽』（フジテレビ、2008年2月15日） - エレファントカシマシ宮本浩次と対談[15]
- 『情熱大陸』（毎日放送、2009年）
- 『スタジオパークからこんにちは』（NHK、2009年10月14日）
- 『週刊ブックレビュー』（NHK BS、2009年9月19日）
- 『王様のブランチ　2009年ベストブックのコーナー』（TBS、2009年12月26日）
- 『トップランナー』（NHK、2010年4月17日）
- 『ボクらの時代　山内マリコ×川上未映子×又吉直樹 書きつくせぬ想い』（フジテレビ、2013年6月2日）
- 『タイプライターズ〜物書きの世界〜』（フジテレビ、2019年7月6日）

### 舞台
- 『女中たち』COLLOL（2006年）原作：ジャン・ジュネ、構成・演出：田口アヤコ、音響演出：江村桂吾 [16]

### 映画
- 『パンドラの匣』(2009年)太宰治原作、冨永昌敬監督、竹さん役

キネマ旬報新人女優賞、おおさかシネマフェスティバル新人女優賞を受賞。
- 『緑子／MIDORI-KO』（2010年）黒坂圭太監督、音楽提供